# Isaraltwasser- und Brennenbereich bei Mamming
Das Naturschutzgebiet Isaraltwasser- und Brennenbereich bei Mamming liegt im niederbayerischen Landkreis Dingolfing-Landau.
Es erstreckt sich westlich des Kernortes der Gemeinde Mamming entlang der am südlichen und östlichen Rand fließenden Isar und des am nordwestlichen Rand fließenden Gänsmühlbaches. Nordwestlich fließt der Längenmühlbach und erstreckt sich das 9,57 ha große Naturschutzgebiet Magerstandorte bei Rosenau. Am östlichen Rand des Gebietes verläuft die DGF 11 und nördlich die St 2074.

## Bedeutung
Das rund 51,4 ha große Gebiet mit der Nr. NSG-00486.01 wurde im Jahr 1994 unter Naturschutz gestellt.